# Baraque

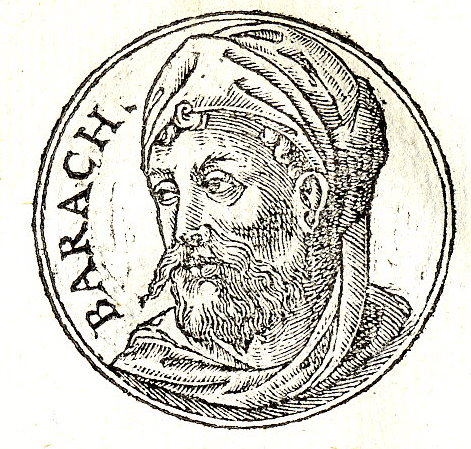
Baraque no Promptuarii Iconum Insigniorum, de Guillaume Rouillé, Lyon, 1553.

Baraque ou Barac (em hebraico: ברק; "relâmpago"), filho de Abineão de Quedes, da tribo de Neftali, foi um líder de Israel na época da opressão por parte de Jabim, rei de Canaã.
Baraque, acompanhado pela profetisa Débora, esposa de Lapidote, lutou contra as tropas de Jabim, chefiadas por Sísera, no monte Tabor. Para esta batalha foram recrutados homens das tribos de Neftali e Zebulom, ao todo 10 000 homens. Segundo o relato bíblico de Juízes 5:20-22, Baraque conseguiu derrotar os inimigos nesta batalha.

## Menções

### Novo Testamento
Apolo de Alexandria, em sua Epístola aos Hebreus, elogia a fé de Baraque, ao qual lhe deu a vitória.

### Apócrifos
Baraque também é mencionado no capítulo 28 de 1 Meqabyan (Etiope Macabeus), um livro considerado canônico pela Igreja Ortodoxa Etíope de Tewahedo. Baraque também é usado na língua etíope amárico, significando: "aquele que abençoa".